# 28705 Michaelbecker
28705 Michaelbecker este un asteroid din centura principală de asteroizi.

## Descriere
28705 Michaelbecker este un asteroid din centura principală de asteroizi. A fost descoperit pe 4 aprilie 2000 la Socorro, New Mexico, în cadrul proiectului LINEAR. Asteroidul prezintă o orbită caracterizată de o semiaxă mare de 2,51 ua, o excentricitate de 0,12 și o înclinație de 7,2° în raport cu ecliptica.